# Sebastiano Galeati

Sebastiano Galeati (8 de fevereiro de 1822 - 25 de janeiro de 1901) foi um prelado italiano da Igreja Católica que serviu como bispo de Macerata e Tolentino de 1881 a 1887 e arcebispo de Ravenna de 1887 até à sua morte. Ele foi nomeado cardeal em 1890.

## Biografia
Sebastiano Galeati nasceu em Imola, a 8 de fevereiro de 1822.
Em 4 de agosto de 1881, o Papa Leão XIII nomeou-o Bispo de Macerata e Tolentino.
Em 23 de maio de 1887, foi nomeado Arquidiocese de Ravenna e, a 23 de junho de 1890, Papa Leão nomeou-o cardeal.